# Lipedém

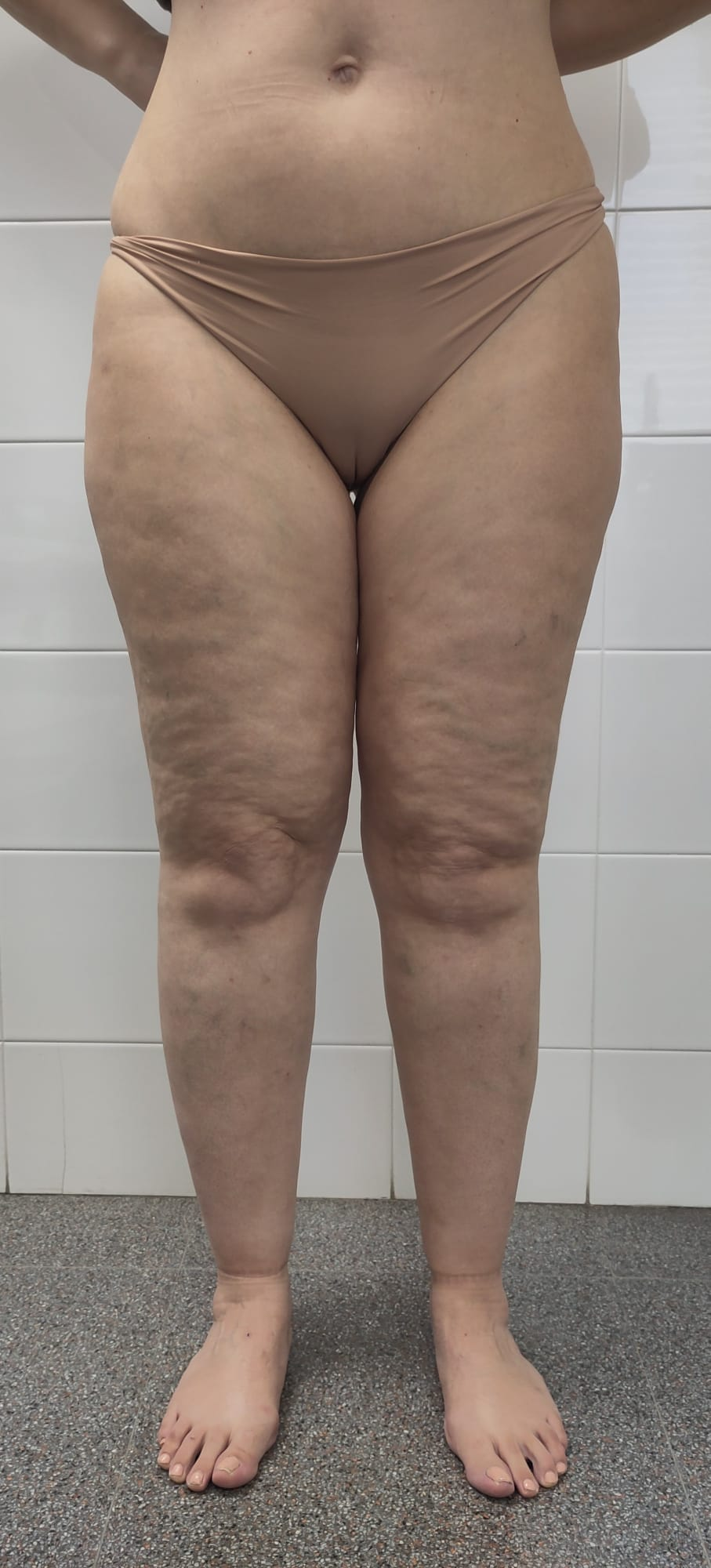

Lipedéma nebo lipoedema je chronické onemocnění tukové tkáně a lymfatické dysfunkce obecně má vliv na nohy, což způsobí, že nohy a někdy ruce hromadí odlišné vzorce tukové tkáně a je rozeznatelné následujícími charakteristikami:
- může být dědičné
- vyskytuje se téměř výhradně u žen
- může nastat u žen všech velikostí, od těch co mají vážnou podváhou po morbidně obézní
- zahrnuje ukládání a rozšiřování tukových buněk obvykle od pasu ke zřetelné linii těsně nad kotníky
- na rozdíl od normálního tuku, lipedéma tuk obecně nelze redukovat pomocí diety a cvičení
- tuková tkáň se může projevovat jako bolestivá, nebo, může být bolestivá při použití tlaku na oblasti postižené lipedémem

Lipedéma je obvykle spuštěna v pubertě, ale může být vyvolán nebo se zhoršit v průběhu nebo po těhotenství, v peri-menopauze a po gynekologické operaci, tj. operaci dělohy, vaječníků, nebo vejcovodů nebo jakékoliv operací v celkové anestezii. Lipedéma může být také spuštěna extrémně stresující situací, jako je úmrtí v rodině nebo rozvodu a je často zaměněný s jednoduchým přibýváním na váze. Pokud je lipedéma diagnostikována brzy, což v současné době je velmi vzácné, je možné, aby se zabránilo významnému rozšíření lipedéma tukových buněk a upozornit pacienty, aby mohli přijmout vhodná opatření.
Většinou je nesprávně diagnostikován. Odhady výskytu lipedému se značně liší, některé čítají až 11 % z post-pubertální ženské populace, 17 milionů žen v USA, a 370 milionů žen po celém světě.